# Targa Florio 1937

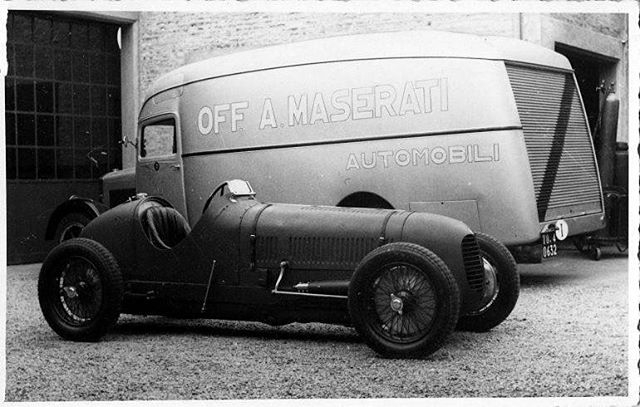
Maserati 6CM

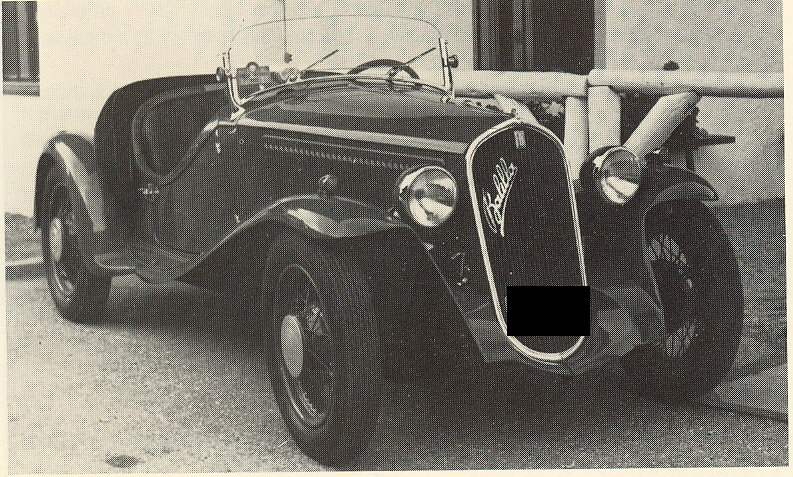
Fiat 508S Balilla

Die 28. Targa Florio, auch XXVIII Targa Florio und 1. Coppa Principe di Napoli, war ein Voiturette-Rennen auf Sizilien und fand am 23. Mai 1937 statt.

## Vorgeschichte
1937 endete vorerst die lange Phase der Madonie-Straßenkurse bei der Targa Florio. Seit dem Debütrennen 1906 fanden die Rennen entweder auf dem Grande circuito delle Madonie, dem Medio circuito delle Madonie oder dem Piccolo circuito delle Madonie statt, ausgenommen die Jahre 1912, 1913 und 1914, als die Veranstaltung als Giro di Sicilia eine Rundfahrt entlang der Küste der größten Mittelmeerinsel war. Ein wesentliches Merkmal der Straßenrennen war der Intervallstart, bei dem die Fahrzeuge in zeitlichem Abstand nacheinander auf die Strecke fuhren. 
Nach dem Desaster 1936 mit dem auf zwei Runden verkürzten Rennen wenige Tage vor dem Heiligen Abend planten die Funktionäre des Sicilian Automobile Club einen Neuanfang der Targa Florio als Rundstreckenrennen. Gefahren wurde auf einem 5,26 Kilometer langen Rundkurs im Parco della Favorita von Palermo. Für viele motorsportbegeisterte Sizilianer war die von in Form geschnittenen Hecken gesäumte Parkrennbahn ein schwerer Bruch mit der Tradition und sie blieben dem Rennen in großer Zahl fern. Für das Organisationskomitee war ein Rundstreckenrennen mit Massenstart die einzige Möglichkeit die Veranstaltung zu retten, da die lokalen Behörden eine weitere Sperre kilometerlanger öffentlicher Straßen verweigerten.

## Das Rennen
Laut technischem Reglement waren Voiturette-Rennwagen der Rennklassen bis 1,1 und 1,5 Liter Hubraum startberechtigt. Zum ersten Mal seit vielen Jahren meldete ein italienisches Hersteller-Werksteam Rennwagen für die Targa Florio. Maserati brachte zwei 6CM für Ettore Bianco und Francesco Severi nach Palermo. Der Einsatz eines dritten Werkswagens für Luigi Villoresi kam nicht zustande. Privat gemeldete Maseratis stellten das Gros der 1,5-Liter-Wagen, die unter anderem von Giovanni Rocco, Franco Bertani, Ferdinando Barbieri, Giovanni Lurani und Vittorio Belmondo gefahren wurden.
Zum ersten Mal in der Geschichte der Targa Florio war ein Qualifikationstraining notwendig, um die Startaufstellung zu bestimmen. Aus der Pole-Position startete Giovanni Rocco, der bis zu seinem ersten Boxenstopp in Führung lag. Bei Halbzeit des Rennens, das über 60 Runden ging, fiel er nach einem Zylinderschaden aus. Danach lag Ettore Bianco an der Spitze, der jedoch sechs Minuten an der Box verlor, da die Ölpumpe der Maserati-Motors nicht richtig funktionierte. Am Ende kam er als Dritter ins Ziel, fünf Runden hinter dem Sieger Francesco Severi, der mit dem Vorsprung von zwei Runden auf Giovanni Lurani gewann.

## Ergebnisse

### Schlussklassement
| 1           | Categoria Corsa per 1.5 Litro | 16 | Officine Alfieri Maserati | Francesco Severi    | Maserati 6CM           | 60 |
| 2           | Categoria Corsa per 1.5 Litro | 32 | Scuderia Ambrosiana       | Giovanni Lurani     | Maserati 4CM           | 58 |
| 3           | Categoria Corsa per 1.5 Litro | 10 | Officine Alfieri Maserati | Ettore Bianco       | Maserati 6CM           | 55 |
| 4           | Categoria Corsa per 1.5 Litro | 34 | Vittorio Belmondo         | Vittorio Belmondo   | Maserati 4CM           | 51 |
| 5           | Categoria Corsa per 1.1 Litro | 2  | Vincenzo Sciandra         | Vincenzo Sciandra   | Fiat 508S Balilla      | 49 |
| Ausgefallen |                               |    |                           |                     |                        |    |
| 6           | Categoria Corsa per 1.5 Litro | 8  | Ferdinando Barbieri       | Ferdinando Barbieri | Maserati 4CM           | 54 |
| 7           | Categoria Corsa per 1.5 Litro | 6  | Gruppo Volta              | Franco Bertani      | Maserati 4CM           | 51 |
| 8           | Categoria Corsa per 1.5 Litro | 4  | Giovanni Rocco            | Giovanni Rocco      | Maserati 6CM           | 37 |
| 9           | Categoria Corsa per 1.1 Litro | 12 | Fabrizio Adragna          | Fabrizio Adragna    | Fiat 508S Balilla      | 21 |
| 10          | Categoria Corsa per 1.1 Litro | 22 | Francesco Toia            | Francesco Toia      | Fiat 508S Balilla      | 21 |
| 11          | Categoria Corsa per 1.1 Litro | 18 | Sergio Marascia           | Sergio Marascia     | Fiat 508S Balilla      | 21 |
| 12          | Categoria Corsa per 1.5 Litro | 28 | Guido Ninive              | Guido Ninive        | Bugatti T37A           |    |
| 13          | Categoria Corsa per 1.5 Litro | 36 | Francesco Siracusa        | Francesco Siracusa  | Alfa Romeo 6C Speciale |    |

### Nur in der Meldeliste
Hier finden sich Teams, Fahrer und Fahrzeuge, die ursprünglich für das Rennen gemeldet waren, aber nicht daran teilnahmen.
| Pos. | Klasse                        | Nr. | Team                      | Fahrer            | Chassis           |
| ---- | ----------------------------- | --- | ------------------------- | ----------------- | ----------------- |
| 14   | Categoria Corsa per 1.5 Litro | 14  | Officine Alfieri Maserati | Luigi Villoresi   | Maserati 6CM      |
| 15   | Categoria Corsa per 1.1 Litro | 18  | Giuseppe Matraxia         | Giuseppe Matraxia | Fiat 508S Balilla |
| 16   | Categoria Corsa per 1.5 Litro | 20  | Pasquale Contini          | Pasquale Contini  | Maserati 4CM      |
| 17   | Categoria Corsa per 1.1 Litro | 24  | Scuderia Impero           | Mario Colini      | Maserati 4CM      |
| 18   | Categoria Corsa per 1.1 Litro | 26  | Agostino Prosperi         | Agostino Prosperi | Fiat 508S Balilla |
| 19   | Categoria Corsa per 1.1 Litro | 30  | Albino Ferrara            | Albino Ferrara    | Fiat 508S Balilla |

### Klassensieger
| Klasse                        | Fahrer            | Fahrzeug          | Platzierung im Gesamtklassement |
| ----------------------------- | ----------------- | ----------------- | ------------------------------- |
| Categoria Corsa per 1.5 Litro | Francesco Severi  | Maserati 6CM      | Gesamtsieg                      |
| Categoria Corsa per 1.1 Litro | Vincenzo Sciandra | Fiat 508S Balilla | Rang 5                          |

### Renndaten
- Gemeldet: 19
- Gestartet: 13
- Gewertet: 5
- Rennklassen: 2
- Zuschauer: unbekannt
- Wetter am Renntag: trocken und warm
- Streckenlänge: 5,260 km
- Fahrzeit des Siegerteams: 2:55:49,000 Stunden
- Gesamtrunden des Siegerteams: 60
- Gesamtdistanz des Siegerteams: 315,600 km
- Siegerschnitt: 107,700 km/h
- Schnellste Trainingszeit: Giovanni Rocco – Maserati 6CM (#4) – 2:38,400 = 119,500 km/h
- Schnellste Rennrunde: Giovanni Rocco – Maserati 6CM (#4) – 2:35,400 = 121,696 km/h
- Rennserie: zählte zu keiner Rennserie